# Remy Siemsen
Remy Dianne Siemsen (* 10. November 1999 in St Leonards, New South Wales) ist eine australische Fußballspielerin.

## Karriere

### Klub
Ab der Saison 2016/17 stand sie beim Sydney FC in der W-League unter Vertrag. In dieser und der nächsten Spielzeit sammelte sie in 25 Einsätzen 10 Tore. Danach folgte im April 2018 noch ein Kurzzeitvertrag in der US-amerikanischen WPSL bei California Storm. Im September des Jahres folgte ihre Rückkehr nach Australien, wo sie  bei den Western Sydney Wanderers unterkam.
Zur Saison 2019/20 kehrte sie wieder nach Sydney zurück und mit sieben Toren holte sie sich am Ende den geteilten Titel der Torschützenkönigin. Danach verblieb sie eine weitere Spielzeit bei dem Klub.
Erstmals nach Europa brachte sie im März 2022 ihr Wechsel nach Schweden zu AIK. Bereits im November des Jahres kehrte sie nun aber schon zum zweiten Mal nach Sydney zurück und spielte dort nochmal bis zum Ende des Jahres. Danach ging sie für eine Rekordablösesumme zu einem europäischen zurück. Ein paar Wochen später wurde bekannt, dass dieser Klub Leicester City ist.

### Nationalmannschaft
Mit der australischen U20 war sie ab dem Jahr 2016 in der Qualifikation für die Asienmeisterschaft 2017 aktiv und erzielte hier eine Vielzahl an Toren. Bei der Endrunde war sie auch im Einsatz und erreichte mit ihrem Team am Ende den vierten Platz, sie selbst erzielte noch einmal drei Tore.
Ihren ersten Einsatz in der A-Nationalmannschaft, hatte sie am 23. Oktober 2021, wo sie bei einem 3:1-Freundschaftsspielsieg über Brasilien in der 90. Minute für Tameka Yallop eingewechselt wurde. Im nächsten Jahr gehörte sie mit zum Kader bei der Asienmeisterschaft 2022, wo sie mit ihrer Mannschaft das Viertelfinale erreichte.